# Repubblica Socialista Sovietica Autonoma d'Abcasia
La Repubblica Socialista Sovietica Autonoma d'Abcasia (in russo Абхазская Автономная Советская Социалистическая Республика?; in georgiano აფხაზეთის ავტონომიური საბჭოთა სოციალისტური რესპუბლიკა?; in abcaso Аҧснытәи Автономтә Советтә Социалисттә Республика), abbreviato in RSSA Abcasa (in russo Абхазская АССР?; in georgiano აფხაზეთის ასსრ?; in abcaso Аҧснытәи АССР), era una repubblica autonoma dell'Unione Sovietica all'interno della RSS Georgiana. Nacque nel febbraio 1931, quando la Repubblica Socialista Sovietica d'Abcasia (RSS d'Abcasia o RSSA), originariamente creata nel marzo 1921, fu trasformata nella Repubblica Socialista Sovietica Autonoma all'interno della RSS Georgiana.
La RSSA d'Abcasia adottò la propria costituzione il 2 agosto 1937. L'organo supremo del potere legislativo era il Soviet Supremo eletto ogni 4 anni e il suo Presidium. Il potere esecutivo era conferito al Consiglio dei ministri nominato dal Soviet Supremo. La RSSA d'Abcasia aveva 11 rappresentanti nel Consiglio delle nazionalità del Soviet supremo dell'URSS.

## Storia

### Formazione
La Repubblica Socialista Sovietica d'Abcasia (RSS d'Abcasia) fu fondata nel 1921 dopo che l'invasione sovietica della Georgia. La RSS d'Abcasia, che fu unita alla RSS Georgiana nello stesso anno come "repubblica del trattato", esistette fino al 1931. Durante questo periodo le fu concessa una notevole autonomia, in virtù del suo status particolare rispetto alla Georgia. Tuttavia ciò riguardava le autorità sovietiche e georgiane, e si ridusse a quello di altre repubbliche autonome. Così il 19 febbraio 1931 la RSS d'Abcasia fu riformata come Repubblica Socialista Sovietica Autonoma, interamente sotto il controllo della Georgia, che a sua volta era una repubblica costituente della Repubblica Socialista Federativa Sovietica Transcaucasica (RSFST).
Il declassamento dell'Abcasia non fu popolare tra la popolazione abcasa. La RSS d'Abcasia aveva un notevole grado di autonomia, compresi i propri simboli nazionali (una bandiera e uno stemma) e le unità dell'esercito nazionale, un diritto concesso solo alle repubbliche intere. Aveva anche una sua costituzione, un altro diritto concesso solo alle repubbliche a pieno titolo. Quando fu trasformata nella RSS d'Abcasia, scoppiarono proteste nella regione; fu la prima volta che si verificarono proteste su larga scala contro le autorità sovietiche.

### Dissoluzione
L'avvento della perestrojka permise agli abcasi un appiglio per esprimere la loro insoddisfazione per il loro status all'interno della Georgia. Nel 1988 una lettera firmata dalle principali figure abcase, fu inoltrata a Michail Gorbačëv e alla leadership sovietica. Esponeva le lamentele dell'Abcasia e sosteneva che, nonostante le concessioni del 1978, l'autonomia nella regione era stata ampiamente ignorata. Si concludeva chiedendo che venisse rimossa l'Abcasia dalla RSS Georgiana e che venisse ripristinata come una repubblica sovietica a pieno titolo, simile alla RSS d'Abcasia. A ciò seguì nel marzo 1989 la Dichiarazione di Lykhny, che era un documento che contava 37.000 firmatari. Ciò portò alle proteste in Georgia, culminate in una massiccia manifestazione per l'indipendenza antisovietica e filo-georgiana a Tbilisi il 9 aprile 1989, che fu violentemente dispersa dalle truppe del ministero dell'Interno sovietico, provocando la morte di venti persone, per lo più giovani donne, e il ferimento di centinaia di manifestanti. La tragedia del 9 aprile rimosse le ultime vestigia di credibilità dal regime sovietico in Georgia e spinse molti georgiani a un'opposizione radicale all'Unione Sovietica ed esacerbò le tensioni etniche tra georgiani e altri gruppi, in particolare abcasi e osseti. Ulteriori rivolte a Sukhumi contro l'istituzione di una filiale dell'Università statale di Tbilisi esacerbarono il nazionalismo abcaso.
La tensione rimase alta e vide gli abcasi ignorare completamente l'autorità georgiana nella regione. Ciò fu confermato il 25 agosto 1990, quando il Soviet Supremo dell'Abcasia approvò una dichiarazione, "Sulla sovranità statale dell'Abcasia", che diede la supremazia alle leggi abcase su quelle georgiane. Il Soviet Supremo dichiarò anche l'Abcasia una repubblica a pieno titolo all'interno dell'Unione Sovietica.
La vittoria di una coalizione nazionalista nell'ottobre 1990 portò solo a un aumento delle questioni, poiché il neoeletto presidente del Soviet supremo georgiano, Zviad Gamsakhurdia, fu esplicito nel suo desiderio di ridurre l'autonomia della popolazione non georgiana nel paese. A questo punto, tuttavia, l'autorità georgiana cessò a tutti gli effetti: l'Abcasia prese parte al referendum sovietico del 17 marzo 1991, che il resto della Georgia boicottò, mentre la popolazione non georgiana della regione (insieme all'Ossezia del Sud, un'altra regione della Georgia), a sua volta boicottò il referendum sull'indipendenza il 9 aprile 1991.
Un accordo di condivisione del potere fu concordato nell'agosto 1991, dividendo i distretti elettorali per etnia, con le elezioni del 1991 tenute in questo formato, anche se poi non riuscì a durare. Tuttavia, con il crollo del governo di Gamsakhurida in Georgia e i tentativi di Eduard Shevardnadze per delegittimare Gamsakhurdia non avendo rispettato gli accordi che aveva firmato, l'Abcasia subentrò nella guerra civile georgiana in corso. Di conseguenza, il 23 luglio 1992, il Soviet supremo abcaso ripristinò la costituzione del 1925, che aveva definito l'Abcasia uno stato sovrano, benché ci fosse un trattato di unione con la Georgia. La Georgia rispose militarmente il 14 agosto, dando inizio a una guerra che sarebbe durata fino al settembre 1993 e che avrebbe portato ulteriormente al conflitto abcaso-georgiano in corso.

## Cultura

### Lingua
La lingua abcasa aveva visto molteplici cambiamenti nell'alfabeto durante l'era sovietica. Sotto la korenizacija gli abcasi non erano considerati uno dei popoli "avanzati" dell'URSS, e videro quindi una maggiore attenzione alla loro lingua nazionale e allo sviluppo culturale. Come parte di queste politiche, l'abcaso fu latinizzato nel 1928, insieme a molte altre lingue regionali nell'URSS, spostandosi dalla scrittura originale basata sul cirillico. Questa politica fu annullata nel 1938, con il cirillico che sostituì la maggior parte degli alfabeti latini. L'abcaso fu una delle poche eccezioni; insieme all'osseto nell'oblast' autonoma dell'Ossezia meridionale (anch'essa nella RSS Georgiana), adottò l'alfabeto georgiano, che durò fino al 1953 quando tornò al cirillico (l'osseto subì la stessa sorte).